# Esharra-hammat
Esharra-hammat (Acadio: Ešarra-ḫammat, que significa "Ešarra es amante") reina del Imperio neoasirio, esposa principal de Asarhaddón (681-669 a. C.). Esharra-hammat, casada con él en c. 695 a. C., diez años después será reina consorte cuando Asarhaddón ascienda al trono. Se conocen pocas fuentes contemporáneas que mencionen a Esharra-hammat, se la conoce principalmente por fuentes que datan de después de su muerte en febrero de 672 a. C., acontecimiento luctuoso que afectó profundamente a Asarhaddón. Este rey mandó construir para ella un gran mausoleo, poco habitual en los entierros de las reinas asirias, e hizo inscribir su muerte en las Crónicas mesopotámicas. Esharra-hammat podría haber sido la madre de los hijos más destacados de Asarhaddón, es decir, la hija Serua-eterat y los hijos Asurbanipal y Shamash-shum-ukin.

## Biografía

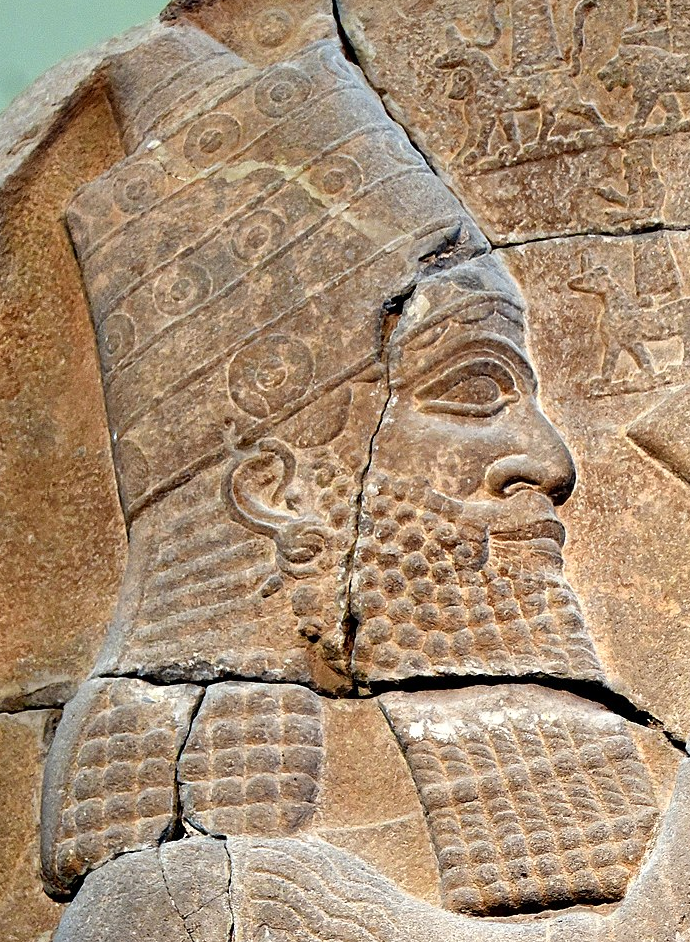
Asarhaddón, el esposo de Esharra-hammat. (Museo de Pérgamo. Berlín).

Esharra-hammat se casó con Asarhaddón c. 695 a. C. Según la asirióloga Gwendolyn Leick, Esharra-hammat podría haber sido de ascendencia babilónica. Esharra-hammat se conoce principalmente por inscripciones conmemorativas escritas después de su muerte. Entre las pocas inscripciones escritas en vida de Esharra-hammat hay una inscripción en una ágata de ojo que la señala como de su propiedad.
El nombre de Esharra-hammat traducido literalmente significa "Ešarra es señora". Ešarra era un templo, y en la cosmología mesopotámica, el nombre Ešarra también se aplicaba a un lugar cósmico celestial. El nombre quizás se interpreta mejor como "Mullissu de Ešarra es señora", haciendo referencia a la diosa asociada al templo/reino. Las traducciones e interpretaciones alternativas incluyen que el nombre se refiera sólo al templo/reino en sí, o que se lea "[Mullissu de] Ešarra reúne [todos los poderes]" o "[En] Ešarra, ella es ama". Dado que no se conoce ninguna otra persona con el nombre de Esharra-hammat, es posible que el nombre lo asumiera la futura reina al casarse con Asarhaddón.
Esharra-hammat murió, probablemente a los 40 años, en febrero de 672 a. C. Es la única reina consorte conocida de Asarhaddón. Aunque Asarhaddón era de la misma edad y gobernaría durante algunos años más, no se conoce ninguna reina titular en las fuentes posteriores a su muerte, y el cargo está obviamente ausente en las listas de funcionarios conservadas de esta época. La muerte de Esharra-hammat, que poco antes había sido precedida por la muerte de uno de sus hijos pequeños, sumió a Asarhaddón en la más absoluta tristeza, y no eligió una nueva reina. En su lugar, algunas de las responsabilidades y obligaciones de la reina fueron asignadas a la madre de Asarhaddón, Naqi'a. Aunque se conservan dos relatos del funeral de Esharra-hammat y de los rituales que se le practicaron, su sepultura aún no ha sido localizada. Esta tumba no era un simple emplazamiento, ni estaba situada dentro del palacio (como era el caso de algunas reinas anteriores); Asarhaddón mandó construir un gran mausoleo para Esharra-hammat e hizo inscribir su muerte en las Crónicas de Babilonia.
Se sabe que Asarhaddón tuvo otras esposas además de Esharra-hammat, ya que sus documentos sucesorios distinguen entre los hijos de la "madre de Asurbanipal" (siendo Asurbanipal su hijo y sucesor) y los demás hijos. No se sabe con certeza cuáles de entre todos los hijos de  Asarhaddón eran también hijos de Esharra-hammat. Es posible que los hijos más destacados de Asarhaddón, la hija mayor Serua-eterat y los hijos Asurbanipal y Shamash-shum-ukin, fueran hijos de Esharra-hammat. El funeral de Esharra-hammat fue un gran acontecimiento, en el que participaron múltiples mujeres distinguidas de la corte y de otros territorios, entre ellas la "hija" y la "nuera" de Esharra-hammat. En 2013, el asiriólogo David Kertai supuso que la hija a la que se hacía referencia era Serua-eterat, y sugirió que la nuera podría ser Libbali-sarrat, la esposa de Asurbanipal.
En algún momento después de que Asurbanipal fuera proclamado heredero de Asarhaddón, en el 672 a. C., tres meses después de la muerte de Esharra-hammat, el exorcista principal de Asarhaddón, Adad-shumu-usur, informó al rey de que el fantasma de Esharra-hammat se había aparecido a Asurbanipal para confirmar su condición de heredero.